# Löwe Kiedrowski

Wappen derer von Löwe Kiedrowski aus Adlig Briesen

Löwe Kiedrowski (auch v. Loewe Kiedrowski oder v. Lew Kiedrowski) ist der Name eines alten kaschubischen, später preußischen Adelsgeschlechts aus Westpreußen. Zweige der Familie bestehen bis heute fort.

## Geschichte
Der zweiteilige Nachname Löwe Kiedrowski ist typisch für den kaschubischen Adel und verweist auf das adlige Gut Kiedrowo (Kiedrowice) im Altkreis Schlochau. Zwar werden bereits im Jahre 1366 Andream, Redeslaus, Christoff und Paulus de Kiedrowice in den Handfesten der Komturei Schlochau urkundlich genannt. Der Beiname „Lew“ (Loewe/Löwe) wurde dem Namen Kiedrowski allerdings erst später vorangestellt.
Im Jahre 1683 soll der Edle (Nobilis) Johann de Lew Kiedrowski einer Kavallerieeinheit berittener Flügelhusaren angehört haben, die als Teil des deutsch-polnischen Entsatzheeres unter der Führung des polnischen Königs Johann III. Sobieski zur Befreiung Wiens aufbrach und die osmanische Armee schließlich in der Schlacht am Kahlenberg besiegte.

Gasthaus des Franz von Löwe Kiedrowski in Adlig Briesen

1803 wurde der Adelsstand der Familie durch die westpreußische Regierung in Marienwerder (Kwidzyn) bestätigt. Die Familie besaß neben Anteilen an ihrem Stammgut Kiedrowo unter anderem auch adlige Gutsanteile in Adlig Briesen (Brzeźno Szlacheckie). Das Briesener Vorwerk des Gutsbesitzers von Löwe Kiedrowski wurde 1871 von der Königlich Preußischen Regierung in „Johannishof“ benannt.

## Wappen
Ein von der Deutschen Wappenrolle veröffentlichtes Wappen soll seit Anfang des 19. Jahrhunderts von dem in Adlig Briesen ansässigen Zweig derer von Löwe Kiedrowski geführt worden sein. Als Vorfahre erwähnt wird Johann Stephan von Löwe Kiedrowski (1785–1848; ⚭ Marianna von Korzbok Łącka).
Die Blasonierung lautet wie folgt: „In blau-silbern geviertem Schilde in 1 und 4 drei goldene Sterne, in 2 und 3 drei grünbebutzte goldenbesamte rote Rosen. Auf dem gekrönten Helm mit rechts blau-goldenen und links rot-silbernen Decken ein wachsender rotgezungter und -bewehrter goldener Löwe, in den Pranken einen goldenbeflitschten rotschäftigen Pfeil mit blauem Eisen aufrecht haltend.“

## Namensträger
- Johann von Löwe Kiedrowski (1814–1871), preußischer Gutsanteilsbesitzer auf Adlig Briesen, ⚭ Josephine von Kopp Ostrowska (1828–1896)
- Witold Kazimierz Lew Kiedrowski (1912–2012), polnischer katholischer Priester, Apostolischer Protonotar, Brigadegeneral der polnischen Armee, Ritter der Ehrenlegion